# Mtwara (região)
Mtwara é uma região da Tanzânia. Sua capital é a cidade de Mtwara.

## Distritos
- Masasi
- Newala
- Tandahimba
- Mtwara Urban
- Mtwara Rural